# The Roulettes
The Roulettes was een Britse, in 1962 in Londen opgerichte rock-'n-roll-band uit de jaren 1960.

## Bezetting
- Brian Parker[6], geb. als Brian William Parker (Cheshunt), 1940 - 17 februari 2001) (leadgitaar)
- Johnny Rogers[7], geb. als John Rogers, (Hertfordshire, 1941 - Lincolnshire, 27 mei 1963) (basgitaar)
- Bob Henrit[8], geb. als Robert John Henrit (Broxbourne, 2 mei 1944) (drums)
- Alan 'Honk' Jones (saxofoon)
- Peter Thorp[9] (geb. Wimbledon), 25 mei 1944) (verving Parker) (leadgitaar, ook ritmegitaar)
- Norman Stracey[10], geb. als Norman Henry Stracey (Ware, 1941) (verving Jones) (ritmegitaar, ook keyboards)
- Russ Ballard, geb. als Russell Glyn Ballard (Waltham Cross, 31 oktober 1945) (verving Stracey) (keyboards, later leadgitaar en leadzang)
- Mod Rogan, geb. als John George Rogan (Hartlepool, 3 februari 1944) (verving Rogers) (basgitaar)

## Geschiedenis
The Roulettes werden kort aangetrokken om op te treden als achtergrondband voor Adam Faith, bereid om te concurreren met de van de Merseyside komende beatbands. Met Faith hadden ze later een aantal hits tijdens de jaren 1960 als Adam Faith & the Roulettes bij Parlophone. Ze speelden mee bij de Britse hits The First Time, We Are in Love, I Love Being in Love With You, If He Tells You en Someone's Taken Maria Away tussen 1964 en 1965. In 1962 tekende de band bij Pye Records en begon hun eigen materiaal te publiceren. In 1963 wisselden ze naar Parlophone, het label van Adam Faith, maar geen enkele single bereikte de hitlijst. Hun enige album Stakes And Chips werd gepubliceerd in 1965 met soortgelijk succes. Behalve het optreden als achtergrondband bij Faith tijdens opnamen, gingen ze ook met hem op tournee tot oktober 1965 en waren meestal prominent aanwezig op een livealbum. Aanvang 1967 wisselden ze naar Fontana Records, maar ze kregen geen hits meer, alhoewel ze door Europa toerden. Later in het jaar werd de band ontbonden.
De leden Ballard en Henrit vertrokken naar Unit 4 + 2, opgericht door ex-Roulettes-lid Brian Parker. Later vervoegden beiden zich bij de rockband Argent. Bovendien was Ballard later succesvol als soloartiest en songwriter. Henrit werd een gerenommeerd sessie-drummer en verving ook drummer Mick Avory van The Kinks tijdens hun late jaren.
Adam Faiths song Cowman, Milk Your Cow werd geschreven door Barry en Robin Gibb van The Bee Gees, waarbij The Roulettes (Ballard, Rogan en Henrit) speelden en Peter Green van Fleetwood Mac de gitaar bespeelde.